# Eolia (Missouri)
Pour les articles homonymes, voir Éolia.
Eolia est un village du comté de Pike, dans le Missouri, aux États-Unis,. Situé au sud-est du comté, il est incorporé en 1964.

## Démographie
Lors du recensement de 2010, le village comptait une population de 522 habitants. Elle est estimée, en 2017, à 514 habitants.

### Source de la traduction
- (en) Cet article est partiellement ou en totalité issu de l’article de Wikipédia en anglais intitulé « Eolia, Missouri » (voir la liste des auteurs).